# República de Užice
```
   |-
       |
Erro:
:  
valor não especificado para "
nome_comum
"

   |-
       | 
Erro:
:  
valor não especificado para "
continente
"
```

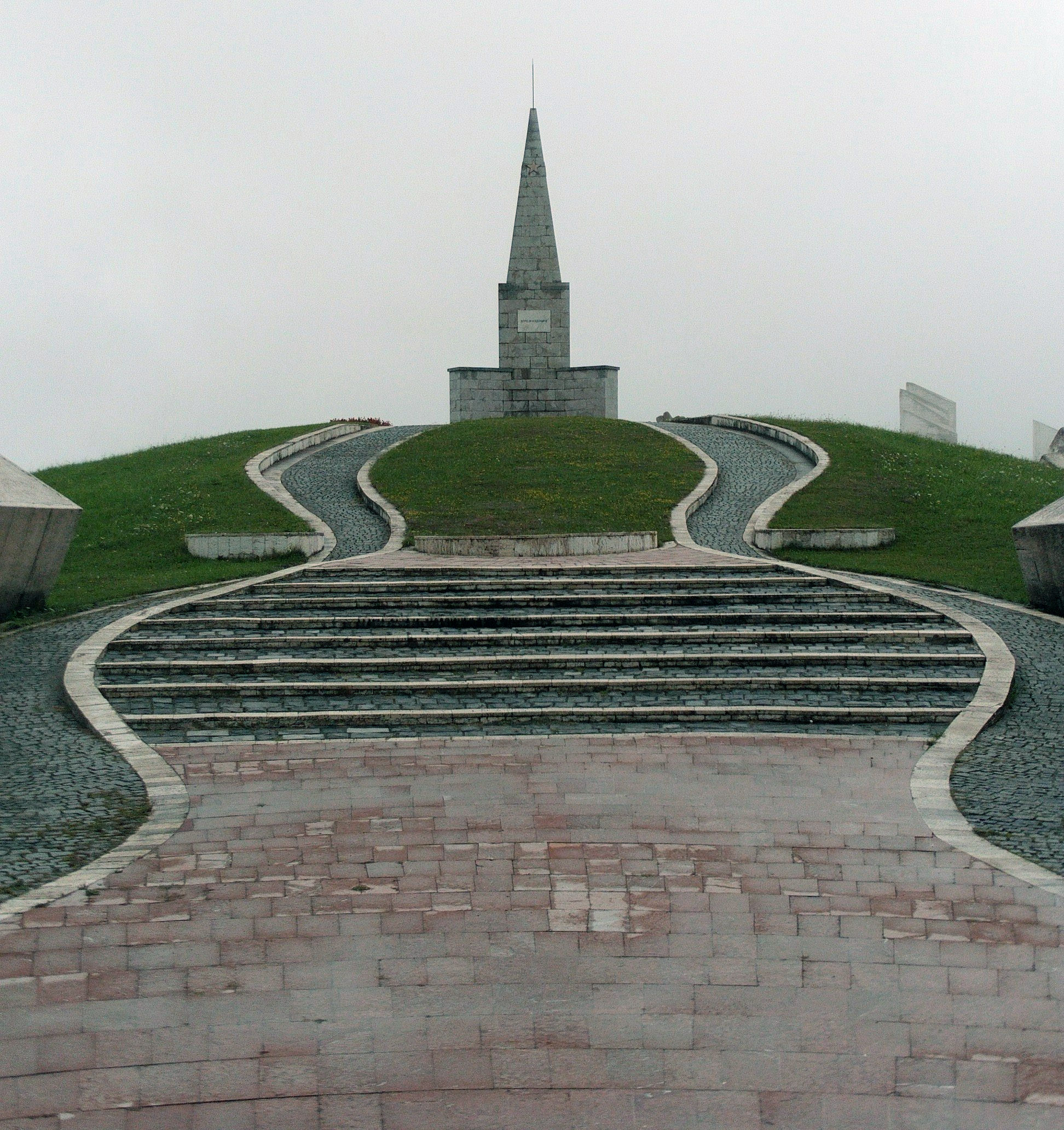
Monumento aos guerrilheiros caídos na batalha na colina Kadinjača.

A República de Užice (Servo-croata: Užička republika / Ужичка република) foi um território iugoslavo libertado de curta duração e o primeiro território libertado na Europa da Segunda Guerra Mundial, organizado como um miniestado militar que existiu no outono de 1941 na Iugoslávia ocupada, mais especificamente na parte ocidental do Território do Comandante Militar na Sérvia.  A República foi estabelecida pelo Movimento de Resistência Partidária e o seu centro administrativo ficava na cidade de Užice.

## Fronteiras
A República de Užice compreendia uma grande parte da parte ocidental do território ocupado e tinha uma população de mais de 300.000 habitantes. (de acordo com outra fonte, quase um milhão ). Localizava-se entre a linha Valjevo–Bajina Bašta ao norte, o rio Drina a oeste, o rio Zapadna Morava a leste e a região de Raška ao sul.
Diferentes fontes fornecem informações diferentes sobre o tamanho da república: segundo algumas fontes, incluía 15.000  ou 20.000  quilômetros quadrados.

## História
O governo era formado por "conselhos populares" (odbori), e os partidários abriram escolas e publicaram um jornal, Borba (que significa "Luta"). Eles até conseguiram administrar um sistema postal e cerca de 145km de ferrovia e operava uma fábrica de munições nos cofres abaixo do banco em Užice. 
Em novembro de 1941, na Primeira ofensiva antipartidária, as tropas alemãs ocuparam novamente este território, enquanto a maioria das forças partidárias escaparam em direção à Bósnia, Sandžak e Montenegro, reagrupando-se em Foča na Bósnia. 

## Fim
A política de esquerda então seguida por Josip Broz Tito (conhecida mais tarde como os erros de esquerda) contribuiu substancialmente para a derrota dos partidários na República de Užice.  Por causa da propaganda sérvia pró-fascista que descrevia os guerrilheiros como sendo liderados por estrangeiros,  a população da Sérvia voltou-se contra a revolta e contra os insurgentes partidários. No início de dezembro de 1941  os guerrilheiros mudaram-se da Sérvia para a Bósnia (nominalmente parte do NDH) e juntaram-se aos seus camaradas que já tinham deixado o Montenegro. 